# 祖国防衛隊 (在日朝鮮人団体)

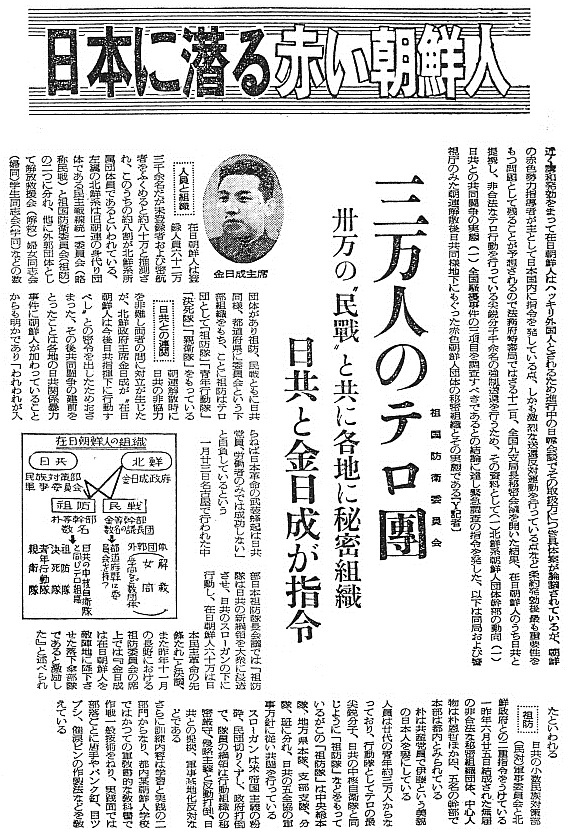
祖防隊の活動を報じた読売新聞（1952年3月30日付）

祖国防衛隊（そこくぼうえいたい）は、在日朝鮮人によって1950年に結成された非合法地下組織。略称は「祖防隊」（そぼうたい）。

## 概要
1950年1月より、外国人登録証の更新及び未登録者（密入国者等）の強制送還が行われることになり、それに対抗するための非合法組織として結成された。同年4月には、上部組織として「朝鮮祖国防衛委員会中央本部」が設けられた。
その後、レッドパージの実施や朝鮮戦争の勃発を、祖防隊は〈日本社会に革命情勢が到来〉として急ピッチで組織化を推進することになった。全国の在日朝鮮人集住地区に訓練所を設置し、密入国者や社会に不満を持つ在日朝鮮人等を勧誘して祖防隊に引き入れ、各種思想教育や訓練を行った。
訓練の後、祖防隊員は日本共産党の非合法組織（山村工作隊や中核自衛隊）とともに、日本各地で韓国向け軍需物資の輸送の妨害を狙った暴動などの事件を起こして非合法な闘争を展開した。
1952年に破壊活動防止法（破防法）が施行されて以降、暴動や非合法闘争に対する公安当局の対策・取り締まりが強化され、1953年に入ると朝鮮戦争も停戦となったため、非合法的活動も下火になった。その後、1955年の六全協で違法行為を放棄して護憲と平和の党へと戦略を転換していった日本共産党と、あくまでも民族主義的戦略を貫こうとした在日朝鮮人団体との間に溝が生じ、日本共産党との関係を断絶した。
1955年には朝鮮総連が結成され、階級闘争・祖国統一事業は新たな段階に移ることになった。これにより、非合法闘争を行ってきた祖防隊は発展的に解散した。この歴史的経緯により、朝鮮総連は、2010年現在も公安調査庁から「破防法に基づく調査対象」に指定されている。

## 祖国防衛隊やそのシンパが起こした事件一覧
- 長田区役所襲撃事件
- 大津地方検察庁襲撃事件
- 王子朝鮮人学校事件
- 東成警察署襲撃事件
- 親子爆弾事件
- 血のメーデー事件
- 吹田事件
- 枚方事件
- 高田事件 (法学)
- 大須事件